# Димковська 2-а
Димковська 2-а (рос. Дымковская 2-я) — присілок в Вельському районі Архангельської області Російської Федерації.
Населення становить 11 осіб. Входить до складу муніципального утворення Хозьминське муніципальне утворення.

## Історія
Від 1937 року належить до Архангельської області.
Від 2004 року належить до муніципального утворення Хозьминське муніципальне утворення.

## Населення
| 2002 | 2010 | 2012 | 2014 |
| ---- | ---- | ---- | ---- |
| 22   | ↘15  | ↘11  | →11  |